# Поглинач нейтронів

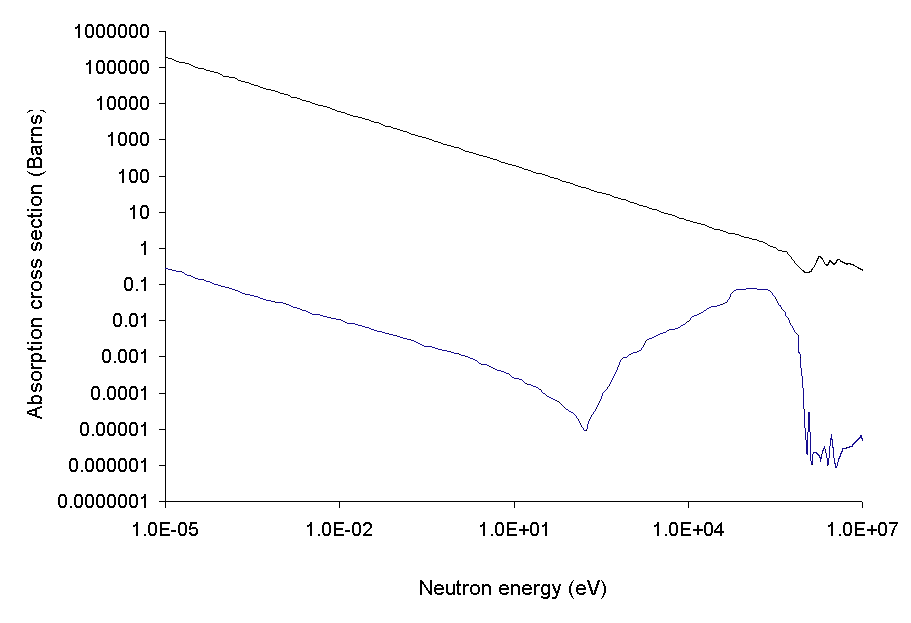
Переріз взаємодії Бору (Зверху лінія для ^{10}B, а знизу для ^{11}B)

Поглина́ч нейтро́нів — матеріал з великим перерізом (ймовірністю) поглинання нейтронів. Найважливішим поглиначем нейтронів є 10B у складі 10B4C в аварійних поглинальних касетах чи у борній кислоті у складі теплоносія водо-водяного ядерного реактора. Інші важливі нейтронні поглиначі, що використовуються в ядерних реакторах: ксенон, кадмій, гафній, гадоліній, кобальт, самарій, титан, диспрозій, ербій, європій, молібден та ітербій. Деякі з перелічених вище елементів можуть зустрічатись у комбінаціях: дибодрид гафнію, дибодрид титану, дисторсій титану, гадоліній титану.
Гафній, один з останніх елементів, що був відкритий, має цікаву особливість. Хімічно він схожий на цирконій, і вони майже завжди залягають разом, проте ядерні властивості цих елементів кардинально відрізняються. Гафній чудово поглинає нейтрони (майже в 600 разів краще, ніж цирконій) і може використовуватись у аварійних поглинальних касетах, тоді як цирконій практично інертний до нейтронів. Тому цирконій є небажаним матеріалом у ядерних реакторах, і його потрібно відділяти від гафнію.